# チューリップ革命

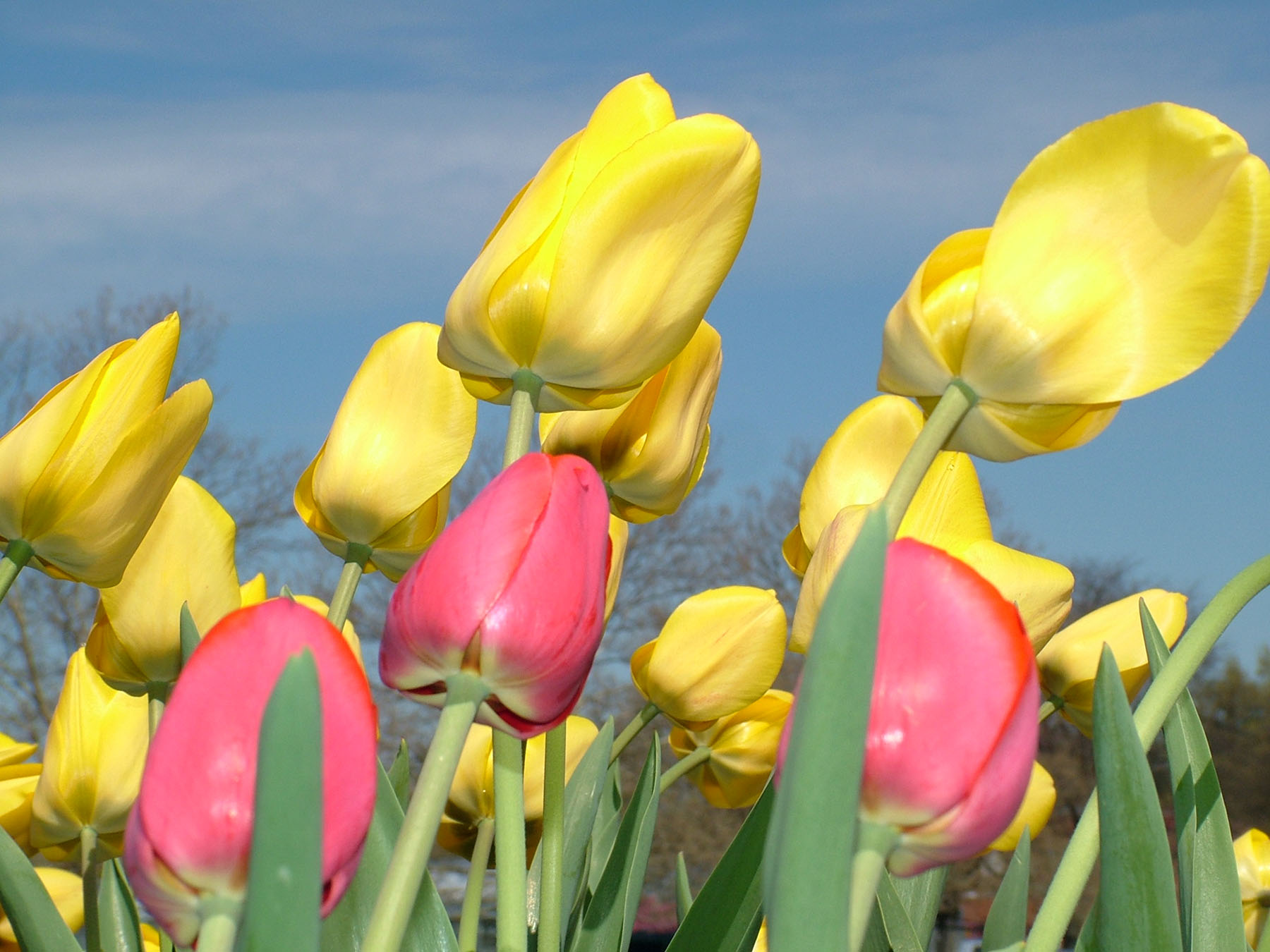
チューリップ
チューリップはキルギスを代表する花で、ジョージアのバラ革命、ウクライナのオレンジ革命にならって名づけられた。

チューリップ革命（チューリップかくめい）は、2005年2月27日と同年3月13日の2回に分けられて行われたキルギス議会選挙の後に同国大統領アスカル・アカエフが辞任した事件。世論ではアカエフ派は汚職に手を染め、独裁体制を築いていったとされていたため、この革命ではアカエフとその一派による支配の終焉が模索された。なお革命後、アカエフは国外に逃亡したが同年4月4日、モスクワのキルギス大使館において議会代表団の同席の下で辞任声明文書に署名した。
革命初期、マスメディアはこの事件について「ピンクの革命」、「レモン革命」、「絹の革命」、「スイセン革命」、「サンドペーパー革命」などと伝えていた。しかし「チューリップ革命」という表現は、アカエフ自身がキルギスにおいて色の革命のようなことは起こらないとした演説の中で使ったものであり、結局は「チューリップ革命」が定着するようになった。この表現は暴力を伴わなかったものとして、チェコスロヴァキアのビロード革命をはじめ、ジョージアのバラ革命、2004年に起きたウクライナのオレンジ革命を連想させるために作られたものである。
ジョージアの非政府組織 (NGO) である自由協会の元メンバーで、同国議会防衛・安全保障委員会委員長のギヴィ・タルガマゼは、ウクライナの非暴力闘争について野党指導者の相談を受け、またチューリップ革命の際にもキルギスの野党指導者に提言している。
しかしながら、チューリップ革命では初期において暴力が用いられており、とくに顕著だったのがジャラル・アバド州南部の都市で、この地域では最初に暴力の兆候が見受けられ、首都ビシュケクの中央政府庁舎陥落から24時間以内に拡大した略奪行為が行われる中、少なくとも3人が死亡した。

## 選挙実施後の暴動

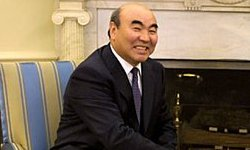
アスカル・アカエフ
15年以上にわたりキルギス大統領を務めたが、次第に民衆の反発を受けるようになった。

西部および南部の各地で選挙結果発表を前に抗議行動が開始され、時間の経過とともに活動は激化していった。3月18日、数百人のデモ参加者がジャラル・アバド州南部の都市の市庁舎やオシの政府ビルを占拠した。またトクトグルの南部の町では抗議活動を行っていた市民が地方長官や地区検事長を拘束した。両者はアカエフ政権と結託して選挙において不正を行った疑いがかけられていた。
2005年3月20日早朝、警察当局はこれら庁舎を武力を用いて奪還しようとした。市民と警察官の双方に負傷者が出る中で、各地で市民数百人が一時的に身柄を拘束された。その後ジャラル・アバド州において民衆は庁舎を再び占拠しようと押し寄せたため、近隣の警察署は直ちに対決の重要拠点となった。投石していた抗議活動者は警察署への攻撃を行い、警察官も屋根に上って空中に向けて威嚇射撃を行った。民衆は警察署のドアを抉じ開け、また窓に向かって火炎瓶を投げ込んだという目撃情報もあった。
翌日の3月21日、オシにおいて約1000人のデモ参加者が地方政府庁舎や警察署、テレビ局、空港を占拠した。多くの治安部隊は無傷で逃走したものの、市内の広場で馬に乗って行進していた兵士を暴徒と化した市民が捕まえ、2人を殺害した。
3月22日、抗議活動家によりプルゴンの南部にある町のほかの政府庁舎が襲撃された。次の日には首都ビシュケクにおいて初のデモを行おうと数百人の群集が市のメイン広場に集まったが、警察はデモ行進が開始される前に集団を解散させた。そのさい警察は群集の一部を棒で殴り、多くの見物人を逮捕した。伝えられたところによると、拘束された人には野党系の新聞記者や学生、NGO指導者、作家、青年組織ケルケルのメンバーが含まれていた。また抗議活動はカダムジャイ南部、タラスの北部の町やコチュコル・アタでも行われた。

## 反体制派の投合

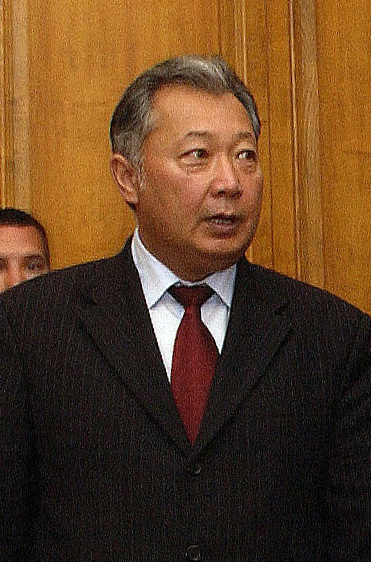
クルマンベク・バキエフ
一時は首相の座を追われ野に下っていたが、のちに大統領に選出される。

選挙に先立ち、反体制派は内部分裂に悩まされていた。グルジアやウクライナでの革命ではそれぞれの政権を打倒しようと野党が投合していたが、キルギスではその動きが起こらなかった。さまざまな勢力が連携して選挙を戦おうとしていたが、投票を前にいくつかの会派が存在していた。また野党には国民の政府への抵抗を牽引するような明確な指導者や一本化された候補者がおらず、そのため自然発生的な大衆による反乱が起こるような状態であった。選挙に不正があったとされることに対して声高に批判した者には、元外相で駐英、駐米大使を務めたローザ・オトゥンバエヴァや、元首相で2002年にアクスィ南部の町で発生した警官が暴力を伴わないデモ参加者に対して発砲し、5人を死亡させた事件の責任を問われ解任されたクルマンベク・バキエフらがいた。
3月19日、オシにおいて数千人の市民がクリルタイと呼ばれる集会を開き、地方政府に対抗して国民評議会を設立、平行政府の樹立を宣言した。その指導者の1人であるアンヴァル・アルティコフは、「われわれはこの政府を、われわれのすべての要求と問題が解決されるまで維持させる。われわれは暫定的な政権である。われわれは現政権が国民の信託を受けた政権に取って代わるさいに、われわれの課題の達成について協議する」という声明を発表している。
3月21日オトゥンバエヴァは、ジャラル・アバドの警察の多数が自らの側に付くということを述べ、この中で、「高官を含む警察官は制服を脱ぎ、市民の服に着替えてわれわれの味方に付いた。われわれは大きな支援を得たのだ」としている。報道機関ではオトゥンバエヴァの声明を独自に確認することはできなかった。

## 政府の反応
3月21日の暴動を受けて、アカエフは中央選挙管理委員会と最高裁判所に不正の容疑について調査するよう求めた。このときアカエフは両者に対して、世論の過激な反応を惹き起こすおそれがあるような選挙区の結果については細心の注意を払い、国民に対して誰が正しく、誰が間違っているのかを明らかにするよう指示した。
3月23日、アカエフは内相バキルディン・スバンベコフと検事総長ミクティベク・アブディルダイェフを、反政府運動が拡大し、対応が失敗しているとして解任した。

## 国外での反応
欧州安全保障協力機構 (OSCE) は決選投票の監視団として60人を派遣した。初期の評価において監視団は2度目の投票について、1度目よりも一定の改善が見られるとしたが、なおも重大な問題が残っていると強調した。OSCEは1度目の投票について、多くの点で国際基準を満たしていないと評価していた。
ところが独立国家共同体 (CIS) から派遣された選挙監視団はこれを否定した。決選投票は正しく準備され、自由かつ公正に行われたと評価した。そのうえCISの監視団はいくつかの地方において、地方政府の政情不安への対応について自制をもって臨み、その能力を発揮したとして賞賛した。このOSCEとCISの選挙監視団の見方の対立は最後まで続き、ロシアはCISの報告を支持し、OSCEの見解を批判した。ロシアは両者に加盟しているが、CISでは中心的な役割を果たしていることが影響している。
初期の暴動を受けて、国際世論は直ちに緊張の高まりに対して沈静化と平和的な決着を求めた。アメリカ政府高官は両者に対して対話を通じて相違の解決を促していると国務省報道官が述べた。アメリカは戦略的軍事施設であるマナス空軍基地をビシュケクのマナス国際空港の近くに持ち、選挙の不正と反体制派による政府ビル占拠を穏やかではあるが非難した。ニューヨーク・タイムズなどの国際的な通信社は、政府系、非政府系を問わずアメリカの財政拠出や支援により印刷用資材や出版物が普及し、これによって反体制派によるデモ行進のために道を舗装した、と伝えた。このような主張はアメリカ国務省の声明によって部分的に立証された。
一方で国際連合は事務総長コフィー・アナンの名前で、「事務総長として選挙と政治の問題解決のために暴力と脅迫が用いられることに反対する。すべての政党が自制することを求める」とする声明をウェブ上で発表した。
3月21日、ロシア外務省は公式ウェブサイト上で不安定な状況について、反体制派の行動に対する懸念を表明した。声明ではデモ参加者に対し憲法の枠組みの中にとどまり、アカエフ政権との建設的な対話を継続するよう求めていた。またOSCEを含むキルギス国内にいる選挙監視団に対して責任を果たし、また破壊因子に対してその非合法行為を正当化させるようなことをしないよう主張した。
3月23日ウズベキスタン外務省は、「ウズベキスタン国民は、キルギスの密接な隣人であり、キルギスの、とくに南部で起きている事件を懸念している。」との声明を発表した。ウズベキスタン政府の支配下にあるメディアは国境の町アンディジャンの騒乱を誘発することを恐れて、これまでにキルギスでの一連の出来事について伝えてこなかった。2004年以降この地域では商業活動を制限する新法を頓挫させようとする貿易商によるデモが確認されている。

## 政権崩壊
3月23日、抗議運動が各地に広がり、とくにウズベキスタンとの国境の南側にある町では、選挙中の大規模な不正や票の操作の嫌疑が向けられたことを受けて活動が激化していた。反体制派はバキエフとオトゥンバエヴァの2人の指導者を中心に連帯が進む様子が見られた。
3月24日木曜日、抗議運動はビシュケクまで拡大し、数万人の大群衆が政府ビルの前に集結した。治安部隊と政権派の工作員が多くの青年デモ参加者への攻撃を開始し、その後ろの列にいた中心となる群衆や多くの若者が治安部隊を押し切り、政府本部ビルに襲撃し、国営テレビ局を占領した。反体制派と警察との間で多くの小競り合いがおき、抵抗運動の群集が強引に政府庁舎を占拠し、若者によって破壊された。
同日、アカエフは家族とともにヘリコプターでカザフスタンに逃亡し、そこからモスクワに向かった。その時点ではアカエフは大統領辞任を拒否していたが、国営テレビ局など主要な政府機関を反体制派が抑え、ニコライ・タナーエフは首相を辞任、警察も降伏し反体制派に付いた。またフェリックス・クロフなどの投獄されていた反体制派の指導者が解放され、最高裁判所は選挙の無効を宣言した。
新たに選出された議会は南部出身のバキエフを首相に指名し、また大統領代行を兼務させた。この数日前に解放され、旧反体制派の連帯が可能であると多くの見方があったクロフはテレビで国民に対して平穏を呼びかけた。法と秩序が無力化し、ビシュケク市内では一晩中商店やATMに対する略奪がなされ、多くの建物が放火の被害を受けた。3月25日までに3人の死者を含む被害が報告され、一部では略奪が続いていた。バキエフはクロフを内相に任命し、首都の治安回復を支持した。その後さまざまな反アカエフ派の団体や民族の代表で構成される暫定内閣が任命された。
3月26日、報道によると武装したアカエフ派の支持者がビシュケクに強引に入ろうとしたが、そこで支持を受けることができないとわかり首都入りを断念した。このグループはアカエフに非常に近い元内相代行のケネシュ・ドゥシェバエフや、一連の事件まで緊急事態担当相を務め、かつては内相で、2002年のアクスィ南部の町での5人の非武装デモ参加者が射殺された事件を担当していたテミルベク・アクマタリエフの指示を受けていたものであった。3月29日、アクマタリエフは次期大統領選挙に立候補することを発表した。

## 連帯
3月28日、政治情勢は次第に安定していった。旧議会は解散を決め、多くの議席が未だ争われ、また法廷で再検証されてはいたものの、新議会が正当なものとして認証された。これに対してはより根本的な改革を求める民衆から反発を惹き起こしたが、キルギスの有力者は新議会が外部ではなく内部に対してその権限を持ったほうが好ましいとした。
4月2日、アカエフは大統領職を退くことに同意した。議会代表団は辞任文書に署名を得るためにモスクワに向かい、翌3日にロシアのテレビでアカエフは、4月5日付で辞任することを発表した。キルギス議会は辞表の受理について1週間をかけて議論し、4月11日に受理することとしたが、同時に旧議会が認めたアカエフやその一派の特権の大部分を剥奪した。
新大統領選挙が2005年7月に実施され、クロフとの政治合意がなされてバキエフが地滑り的勝利を収め、クロフを首相に任命した。